# Россович, Рик
Фредерик Энрико Россович (англ. Frederick Enrico Rossovich; род. 28 августа 1957 года), более известный как Рик Россович— американский актёр, популярный в 1980-е годы. Наиболее известен ролью Рона Кернера в культовом фильме Тони Скотта «Лучший стрелок» и ролью пожарного Криса Макконнела в мелодраме «Роксана».

## Биография
Рик Россович родился 28 августа 1957 года в городе Пало-Альто, штат Калифорния. Был четвертым ребенком в семье из пяти детей. Оба родителя Рика вели законопослушный образ жизни, не имели проблем с законом и вредных привычек, отрицательно влияющих на быт, здоровье детей и благосостояние семьи в целом, благодаря чему детство и взросление Россовича прошло без психотравмирующих ситуаций и последствий. Один из старших братьев Рика, Тимоти — стал впоследствии известным футболистом и актером. Рик Россович вырос в сельской местности, посещал школу Nevada Union High School, расположенную в городе Грасс-Валли, которую окончил в 1975 году. В школьные годы Рик занимался спортом и входил в школьную команду по американскому футболу. После окончания школы Рик поступил в Университет штата Калифорния в городе Сакраменто, где изучал изобразительное искусство. После окончания университета Россович переехал в Лос-Анджелес, где устроился на одной из киностудий художником по изготовлению декораций. Благодаря атлетической форме и модельной внешности он вскоре был замечен продюсерами и стал получать приглашение принять участие в съемках кинофильмов

## Кинокарьера
Первые эпизодические роли Рик Россович исполнил в сериалах Остров фантазий, Би Джи и Медведь и Восьми достаточно. В 1982 году Россович сыграл роль кадета в социальной драме «Лорды дисциплины», где его партнерами по фильму были тогда малоизвестные актеры, такие как Дэвид Кит, Майкл Бин, Билл Пэкстон. Фильм вышел на экраны в 1983 году и привлек внимание общественности из-за эксплуатации темы расизма в военных учебных заведениях США. Несмотря на смешанные отзывы критиков, фильм оказался коммерчески успешным, собрав в прокате более 11 миллионов долларов, тем самым принеся известность Россовичу и другим. В 1984 году благодаря удачному стечению обстоятельств, Рик попал сразу в два проекта, получивших статус культовых. Он снялся в фильме «Улицы в огне», где исполнил роль второго плана. Несмотря на большой бюджет и хороший актерский состав, фильм провалился в прокате, но впоследствии приобрел статус культового и оказал влияние на творчество других режиссеров.
После этого Россович исполнил второплановую роль в фильме «Терминатор». В то время «Терминатор» был всего лишь малобюджетным фантастическим боевиком начинающего режиссёра Джеймса Кэмерона. Осенью 1984 года, без особой рекламы, «Терминатор» вышел в прокат и неожиданно для прокатчиков собрал 40 миллионов долларов, тем самым Россович закрепил свой успех и свою репутацию. Далее он играл роли второго плана в таких фильмах как «На следующее утро» и Предостережение. В 1986 году Рик прошел кастинг на роль лейтенанта Рона Кернера в фильме «Лучший стрелок». Фильм вышел на экраны в мае 1986 года, получил положительные отзывы, заработал в прокате более 350 миллионов долларов и несколько номинаций на премию «Оскар», а персонаж Россовича был признан одним из самых запоминающихся.
На волне успеха актер получил еще одну знаковую роль в своей карьере, исполнив одну из главных ролей в романтической комедии Роксана, где его партнерами были Стив Мартин и Дэрил Ханна. Фильм также имел коммерческий успех, заработав в прокате более 40 миллионов долларов. Пик популярности актера пришелся на эти годы. После этого актера стали приглашать в различные фильмы, предлагая ему исполнить главные роли. В 1988 году Рик Россович снялся в югославской картине Тайна монастырской ракии. Это была первая главная роль в карьере Россовича, но фильм не имел успеха и признания у критиков. В том же году на экраны вышел фильм Служители дьявола, где Рик также исполнил одну из главных ролей. В 1990 году Россович принял участие в съемках сериала Байки из склепа и получил приглашение исполнить одну из главных ролей в фильме Морские котики, где были также задействованы такие актеры как Майкл Бин, Билл Пэкстон, Чарли Шин.
Однако несмотря на такой актерский состав, лента провалилась в прокате. Этот фильм стал для Россовича кульминацией «героической кинокарьеры». Впоследствии из-за возросшей популярности киножанра «боевик» и появления большой конкуренции, Россовича перестали приглашать в крупные проекты. Также в силу возраста он больше не мог претендовать на роли романтических героев, вследствие чего его карьера пошла на спад. В начале 1990-х он ушел на телевидение, где снимался в сериалах и фильмах категории В, продолжая играть главные роли. В этот период наибольшего успехов он добился, снимаясь в сериалах Скорая помощь, Полицейские на велосипедах и в фильме Черный скорпион. В 2003 году Россович сыграл главную роль в криминальной драме «Произведение искусства», после чего покинул США и переехал на родину жены в Швецию, тем самым завершив кинокарьеру. В 2012 году Россович вернулся в США и возобновил карьеру, исполнив главную роль в социальной драме «Песчаная отмель». Несмотря на невысокий бюджет, фильм получил положительные отзывы критиков как и игра Россовича.